# Chaetodon mitratus
Chaetodon mitratus là một loài cá biển thuộc chi Cá bướm (phân chi Roaops) trong họ Cá bướm. Loài này được mô tả lần đầu tiên vào năm 1860.

## Từ nguyên
Tính từ định danh mitratus trong tiếng Latinh có nghĩa là "vấn khăn trên đầu", hàm ý đề cập đến dải đen trên đỉnh đầu của loài cá này.

## Phạm vi phân bố và môi trường sống
C. mitratus được ghi nhận chắc chắn tại một vài vị trí trên Ấn Độ Dương, cụ thể là: bờ biển Mozambique; vịnh Sodwana (Nam Phi); quần đảo Amirante và đảo Cosmoledo (Seychelles); Mauritius; Réunion (Pháp); Maldives; quần đảo Chagos (Lãnh thổ Ấn Độ Dương thuộc Anh); quần đảo Cocos (Keeling) và đảo Giáng Sinh (Úc), cũng như tại biển Andaman (ngoài khơi Thái Lan và Tây Indonesia).
C. mitratus sống trên các rạn viền bờ, thường tập trung phong phú ở những khu vực có nhiều san hô đen và san hô mềm, độ sâu khoảng 22–80 m (nhưng thường gặp hơn ở độ sâu hơn 50 m).

## Mô tả
C. mitratus có chiều dài cơ thể lớn nhất được ghi nhận là 14 cm. Loài này có màu vàng với hai dải xiên màu đen: một dải từ đỉnh đầu kéo dài xuống dưới thân sau, dải kia phủ gần khắp lưng kéo xuống gần cuống đuôi. Hai dải này được viền trắng xanh. Một dải nhỏ hơn màu nâu cam băng dọc qua mắt và cũng được viền trắng xanh. Vây lưng phần lớn màu đen, trừ phần vây mềm có màu cam với dải trắng viền ở rìa (sát bên trong là một sọc đen mỏng). Nửa sau của vây đuôi trong suốt, phần còn lại màu vàng. Vây ngực trong suốt. Các vây còn lại có màu vàng như thân.
Số gai ở vây lưng: 13; Số tia vây ở vây lưng: 18–20; Số gai ở vây hậu môn: 3; Số tia vây ở vây hậu môn: 14–15; Số gai ở vây bụng: 1; Số tia vây ở vây bụng: 5.
So với C. mitratus, Chaetodon burgessi cũng có một vệt đen trên đỉnh đầu nhưng chỉ kéo dài xuống gần gốc vây ngực và không có viền trắng xanh; ngoài ra, dải đen ở thân sau của C. burgessi lan rộng sang toàn bộ vây lưng và nửa sau của vây hậu môn tạo thành hình tam giác.

## Sinh thái học
Thức ăn của C. mitratus bao gồm động vật phù du và một số loài thủy sinh không xương sống khác. Chúng thường kết đôi với nhau, nhưng cũng có thể hợp thành một nhóm nhỏ khoảng 5 cá thể.

## Thương mại
C. mitratus ít khi được thu thập trong ngành kinh doanh cá cảnh vì chúng sống ở vùng nước sâu khó tiếp cận. Nếu có, loài này được bán với giá khà đắt.